# West Huntspill
West Huntspill est une paroisse civile du Somerset, en Angleterre.